# Blauwe Kamer (Breda)
Blauwe Kamer is de naam van een natuurgebied tussen Ginneken en Ulvenhout, gelegen in het stroomdal van de Mark.
Het gebied meet 36 ha en is eigendom van de Stichting Het Brabants Landschap.
Het gebied omvat een landgoed, dat vernoemd is naar het voormalig buitenhuis De Blaauwe Camer, dat tegelijk met het Mastbos is aangelegd, namelijk in het begin van de 16e eeuw. Het sluit dan ook aan bij dit bos.
De indeling van het landgoed is al sinds ongeveer 1850 niet veranderd. Het westelijke deel bestaat uit naaldbos, meer naar het oosten liggen kleine akkerpercelen die door houtwallen zijn omgeven. Ook zijn er oude lanen. Verder nog naar het oosten is er het loofbos van rijkere, vochtiger grond, met zomereik en beuk en ten slotte het beekdal van de Mark. In de sloten vindt men onder andere pijptorkruid, groot blaasjeskruid en kleine watereppe.
De Mark, die in de jaren 60 van de 20e eeuw werd gekanaliseerd, zal uiteindelijk weer hersteld worden, waardoor een afwisselender oevervegetatie zal ontstaan. Met name ten noorden van het landgoed zijn er al diverse meanders opnieuw uitgegraven en op de Mark aangesloten.

## Omgeving
Direct ten westen van het gebied ligt het Mastbos, en ten zuiden ligt het Medisch Centrum de Klokkenberg. Ten oosten wordt het gebied begrensd door de Mark, met aan de overzijde de kom van Ulvenhout.
Ook ten westen van het landgoed ligt een inrichting voor visueel-verstandelijk gehandicapte mensen, eveneens met de naam Blauwe Kamer. Dit is ontstaan op basis van het landhuis, dat in 1963 werd aangekocht door de Stichting Samivoz (Samenwerkende Instellingen Voor Zorgverlening aan verstandelijk gehandicapten). Via diverse fusies, waarbij onder meer ook Theofaan in Grave betrokken was, ontstond Sensis (2001) en Visio, de naam van het huidige instituut.
Het landhuis De Blauwe Kamer werd in 1921 ontworpen door Architectenbureau Van Nieukerken uit Den Haag, in opdracht van mevrouw J.M. Tydeman-verLoren van Themaat. Het landgoed was in eigendom van Tydeman-verLoren van Themaat en haar in 1916 overleden echtgenoot Meinard Tydeman.